# Mersevát
Mersevát – wieś na Węgrzech, w komitacie Vas, w powiecie Celldömölk.
W 2014 była zamieszkiwana przez 587 osób.
Burmistrzem wsi jest Albert Csillag.
W miejscowości urodził się 16 maja 1929 piłkarz József Tóth.